# 小行星8903
小行星8903（英語：8903）是一颗围绕太阳公转的小行星。1995年10月26日，清水義定、浦田武在那智胜浦町发现了此天体。
这颗小行星的绝对星等为159.7010250970368等。